# 韩鹏飞 (演员)
韩鹏飞（1992年—）出生于河北省邯郸市临漳县临漳镇西南角村，豫剧演员。2008年9月参加河南电视台梨园春并夺得年度总冠军，之后便小有名气。先后就读于邯郸市第四中学和中国戏曲学院。